# غريس وليامز
غريس وليامز (بالإنجليزية: Grace Williams)‏ (بالإنجليزية: Grace Williams)‏ هي ملحنة بريطانية، ولدت في 19 فبراير 1906 في باري ‏ في المملكة المتحدة، وتوفيت في 10 فبراير 1977.

## الحياة الشخصية
أثناء وبعد الحرب العالمية الثانية، عانت ويليامز من الاكتئاب ومشاكل صحية أخرى مرتبطة بالتوتر. توفيت غريس ويليامز عن عمر يناهز 70 عامًا في فبراير 1977 في باري.

## وصلات خارجية
- الموقع الرسمي
- غريس وليامز على موقع IMDb (الإنجليزية)
- غريس وليامز على موقع ميوزك برينز (الإنجليزية)
- غريس وليامز على موقع أول ميوزيك (الإنجليزية)
- غريس وليامز على موقع ديسكوغز (الإنجليزية)